# Диалоги о животных
Диалоги о животных — авторская познавательная телепрограмма о мире живой природы. Выходила еженедельно на телеканале «РТР/Россия/Россия-1». Ведущий проекта — кандидат биологических наук Иван Затевахин. Производитель программы: «Студия 2В» (ранее — «Видео Интернешнл»). Ведущий проекта позиционировал её как «передачу для любознательных».

## История
Передача впервые появилась в эфире в 1994 году. Изначально выходила в рамках канала «Деловая Россия» и длилась 15 минут, с 27 июля 1996 года выходила как самостоятельная программа. Самый первый выпуск передачи был посвящён собакам.
Идея создания программы о животных принадлежала главному продюсеру «Деловой России» Александру Акопову. Концепцию и дизайн программы разрабатывали Александр Гуревич и Иван Затевахин — постоянный автор, ведущий и руководитель программы. В первых выпусках программы соведущим Ивана Затевахина выступал ветеринарный врач Сергей Минский, предложивший название программы. За время существования передача неоднократно меняла построение, хронометраж и дизайн студии. Так, с осени 1997 по июнь 2011 года передача выходила в декорациях, стилизованных под избушку егеря (художник — Алексей Аксёнов).
Программа рассказывала о животных и дикой природе. Гостями в студии были известные люди, имеющие отношение к животным. Передачи очень часто используются как учебные пособия в школах и высших учебных заведениях.
В 1999, 2000, 2003, 2011 годах программа номинировалась на главную телевизионную премию в области телевещания ТЭФИ.
С 2004 по 2016 год программа уходила в летний отпуск.
18 сентября 2011 года программа потерпела существенные изменения: впервые с 1996 года изменились заставки, музыкальное и графическое оформление программы, изменились студийные декорации, появились новые рубрики и увеличен хронометраж программы до 44 минут (ранее в 2005 году хронометраж с 52 минут был сокращён до 30).
Вплоть до своего закрытия программа выходила в формате видеожурнала, в котором были представлены рубрики, посвящённые как диким, так и домашним животным. В студию к ведущему, по традиции, со своими питомцами приходили любители домашних животных, учёные-биологи, а также дрессировщики, демонстрировавшие всевозможные трюки и непосредственно на площадке раскрывающие секреты обучения своих питомцев. Внутри программы были запущены и представлены на суд зрителей мини-сериалы собственного производства, посвящённые труду ветеринарных врачей и будням Московского Зоопарка, а также специальный проект — документальный фильм о Командорских островах — «Острова в океане», снятый при содействии и по заказу Русского географического общества.
Также на «Радио России» выходит радиоверсия программы под названием «О животных».
С 28 января 2017 по 8 сентября 2018 года выходил иной проект Ивана Затевахина «Живые истории», который снимался в студии 2011—2017 годов и включал в себя обзор видеороликов из сети Интернет с участием различных животных, а также общение с их хозяевами в студии.
С 24 сентября 2017 по воскресеньям днём на телеканале «Россия-Культура» под названием «Диалоги о животных» выходят циклы документальных фильмов, посвящённых различным уголкам и обитателям зоопарков мира. Всего вышло двенадцать таких циклов: 
- «Московский зоопарк» (с 24 сентября 2017 по 23 декабря 2018 года)
- «Лоро-парк. Тенерифе» (с 3 февраля по 22 декабря 2019 года)
- «Зоопарки Чехии» (со 2 февраля по 24 мая 2020 года)
- «Зоопарк Ростова-на-Дону» (с 20 сентября по 27 декабря 2020 года)
- «Сафари Парк в Геленджике» (с 7 февраля по 30 мая 2021 года)
- «Новосибирский зоопарк» (с 5 сентября по 19 декабря 2021 года)
- «Зоопарк Нижнего Новгорода „Лимпопо“» (с 6 февраля по 22 мая 2022 года)
- «Калининградский зоопарк» (с 4 сентября по 4 декабря 2022 года)
- «Ташкентский зоопарк» (с 5 февраля по 28 мая 2023 года)
- «Государственный зоологический парк Удмуртии» (с 3 сентября по 10 декабря 2023 года)
- «Минский зоопарк» (с 4 февраля по 19 мая 2024 года)
- «Казанский зооботсад» (с 8 сентября по 8 декабря 2024 года)
- «Алматинский зоопарк» (со 2 февраля по 18 мая 2025 года)